# جون أوتمان
جون أوتمان (بالإنجليزية: John Ottman)‏ هو مُلحن ومحرر أفلام أمريكي ولد بتاريخ 6 يوليو 1964 في سان دييغو، كاليفورنيا

## وصلات خارجية
جون أوتمان على موقع IMDb (الإنجليزية)
- جون أوتمان على موقع ألو سيني (الفرنسية)
- جون أوتمان على موقع ميوزك برينز (الإنجليزية)
- جون أوتمان على موقع أول موفي (الإنجليزية)
- جون أوتمان على موقع بوكس أوفيس موجو (الإنجليزية)
- جون أوتمان على موقع قاعدة بيانات الأفلام السويدية (السويدية)
- جون أوتمان على موقع أول ميوزيك (الإنجليزية)
- جون أوتمان على موقع ديسكوغز (الإنجليزية)
- جون أوتمان على موقع قاعدة بيانات الفيلم (الإنجليزية)
- جون أوتمان على موقع كينوبويسك (الروسية)